# Phaegoptera sestia
Phaegoptera sestia är en fjärilsart som beskrevs av Druce 1906. Phaegoptera sestia ingår i släktet Phaegoptera och familjen björnspinnare. Inga underarter finns listade i Catalogue of Life.